# Triphorinae (Plantae)
Triphorinae je subtribus orhideja, dio tribusa Triphoreae. Postoje četiri priznata roda iz Sjeverne i Južne Amerike.

## Rodovi
Subtribus Triphorinae (Dressler) Szlach.
1. Triphora Nutt. (24 spp.)
2. Monophyllorchis Schltr. (4 spp.)
3. Pogoniopsis Rchb.f. (2 spp.)
4. Psilochilus Barb. Rodr. (19 spp.)

## Vanjske poveznice
- African Orchids  Arhivirana inačica izvorne stranice od 16. studenoga 2020. (Wayback Machine)